# Зельдис, Вениамин Григорьевич
Вениамин Григорьевич (Гершевич) Зельдис (23 ноября 1918 года, Геническ, Крым, Украинская держава — 28 февраля 1992 года, Киев, Украинская ССР) — советский педагог по классу скрипки и альта, теоретик музыки.
Принадлежит к плеяде выдающихся киевских педагогов-скрипачей, таких как Л. Бендерский, А. Вайсфельд, О. Пархоменко, А. Лысаковский, И. Гутман, И. Кривицкий и др.

## Биографические сведения
О ранних годах жизни Вениамина Зельдиса известно мало. Получил профессиональное образование у педагогов Киевской консерватории — Якова Самойловича Магазинера и Давида Соломоновича Бертье. В 1941 году был призван Тираспольским райвоенкоматом, служил старшим техником телеграфа (техник-лейтенант) 61-го отдельного полка связи 21-й армии; был награждён боевыми медалями, в том числе орденом Красной Звезды (1945).
После окончания консерватории работал в оркестре Киевского оперного театра, а затем в оркестре оперной студии консерватории, которым руководил Вениамин Савельевич Тольба. В это же время преподавал в ДМШ № 2. С 1955 года по 1975 работал в Киевской детской музыкальной школе № 3 им. В. Косенко, вел класс скрипки и альта, руководил школьным камерным оркестром.
C 1975 по 1991 год работал в ДМШ № 13 им. М. Глинки.
Умер в Киеве 28 февраля 1992 года, похоронен на Байковом кладбище.
Дочь — Марина (Мария) Зельдис, пианистка по образованию, талантливая художница-самоучка, чьи работы пользуются большой популярностью во Франции, России, Италии, США и Канаде. 
Среди учеников В. Г. Зельдиса: Борис Кушнир, Вадим Бродский, Илья Федотов, Игорь Полесицкий, Йосиф Ферцер, Алексей Коган, Семен Кобец, Григорий Вайнштейн, Аркадий Гамарник, Юрий Гезенцвейг, Виктор Туранов, Нина Сиваченко, Александр Саратский, Андрей Малахов, Александр Мошненко и другие.

## Избранные труды
Автор и соавтор методических трудов, среди которых:
- Скрипка. Школа игры. 1 класс / О. Пархоменко, В. Зельдис. — К.: Муз. Украина, 1974. — 150 с.
- Школа игры на скрипке: Для 1-го кл. ДМШ / О. Пархоменко, В. Зельдис. — К., 1979
- Изучение позиций на скрипке : Для дет. муз. школ. / В. Зельдис. — К.: Муз. Украина, 1982. — 96 с.
- Школа игры на скрипке / О. Пархоменко, В. Зельдис. — К.: Муз. Украина, 1987. — 176 с.